# Abdelhalim Sayah
Abdelhalim Sayah (in arabo عبد الحليم سايح‎?; Algeri, 23 agosto 1975) è un ex cestista algerino.

## Carriera
Con l'Algeria ha disputato i Campionati mondiali del 2002 e tre edizioni dei Campionati africani (2001, 2003, 2005).